# イオン三笠ショッピングセンター
イオン三笠ショッピングセンター（イオンみかさショッピングセンター）は、北海道三笠市岡山に所在するイオン北海道運営の大型商業施設（スーパーセンター）である。中核店舗は「イオンスーパーセンター三笠店」。

## 沿革
三笠市が「三笠工業団地」の一角を買収してイオン側に貸与するなど、ショッピングセンター建設の誘致活動を行ってきた。
- 2005年（平成17年）：オープン。
- 2007年（平成19年）：イオンの会社分割により、イオンの北海道総合小売事業をポスフールが承継し[6]、イオン北海道と社名変更[7]。
- 2008年（平成20年）：三笠市と「災害時における消費生活の安定及び応急生活物資の供給等に関する協定」締結[8]。
- 2015年（平成27年）：開店10周年を迎える。

## フロアとテナント

### フロア概要
核店舗のイオンスーパーセンター三笠店と約35の専門店で構成される。
| 階  | フロア概要                       |
| --- | -------------------------------- |
| 1階 | 直営売場・専門店街・フードコート |

### 直営売場
- 食料・衣料・医療品
- ホームファッション・手芸・家電
- 園芸・自転車・携帯電話

### 主なテナント
レストラン・フード
- ガスト（レストラン）
- ロッテリア（ファストフード）

ファッション・グッズ
- ハニーズ（レディズ）
- Right-on（ジーンズ・カジュアル）
- ABCマート（靴）
- ザ・ダイソー（100円ショップ）
- ヴィレッジヴァンガード（雑貨・書籍）
- 未来屋書店（書籍）

サービス・エンターテイメント
- モーリーファンタジー（ゲームコーナー）
- 三笠チャンスセンター（宝くじ）
- ナラサキ石油ENEOSイオン三笠SS[9]（ガソリンスタンド）

※テナント情報は2022年5月時点
出店テナント全店の一覧詳細情報は公式サイト「専門店・フロアマップ」を、営業時間およびATMを設置している金融機関の詳細は公式サイトを参照。

## アクセス
国道12号・北海道道30号三笠栗山線沿いに位置している。道路を挟んで「道の駅三笠」や「三笠天然温泉 太古の湯」が立地している。
自動車
- 道央自動車道 - 三笠ICより約5分

鉄道
- JR函館本線 - 峰延駅から徒歩で約35分、岩見沢駅から徒歩で約75分

バス
- 北海道中央バス 「イオン三笠店」「イオン三笠店南口」バス停下車